# Rock a Little
Rock a Little – trzeci album studyjny amerykańskiej wokalistki i kompozytorki Stevie Nicks, wydany w listopadzie 1985 roku.
W tym czasie Fleetwood Mac, zespół, z którym artystka występowała od 1975 i nadal z nim pracowała podczas swojej kariery solowej (rozpoczętej w 1981 albumem Bella Donna) zawiesił działalność na kilka lat po trasie koncertowej promującej album Mirage.
Rock A Little osiągnął pierwszą dwudziestkę list przebojów w drugim tygodniu od wydania albumu, pozostając na 12 miejscu amerykańskiej listy przebojów Billboard 200 i został certyfikowany w Stanach Zjednoczonych jako album platynowy miesiąc po wydaniu, sprzedany w ponad milionie egzemplarzy. W Wielkiej Brytanii krążek uzyskał status złotej płyty, sprzedając się w ponad stu tysiącach egzemplarzy. Mimo tego sprzedaże albumu nie dorównały popularności poprzednich krążków Nicks, Bella Donna i The Wild Heart, które sprzedawały się odpowiednio w czterech i dwóch milionach egzemplarzy.

## Lista utworów
| Lp. | Tytuł                                       | Muzyka i tekst                                    | Czas |
| --- | ------------------------------------------- | ------------------------------------------------- | ---- |
| 1   | "I Can't Wait"                              | Stevie Nicks, Rick Nowels, Eric Pressly           | 4:37 |
| 2   | "Rock A Little (Go Ahead Lily)"             | Nicks                                             | 3:39 |
| 3   | "Sister Honey"                              | Nicks, Les Dudek                                  | 3:50 |
| 4   | "I Sing For The Things"                     | Nicks                                             | 3:45 |
| 5   | "Imperial Hotel"                            | Nicks, Mike Campbell                              | 2:53 |
| 6   | "Some Become Strangers"                     | David Williams, Amy Latelevision, Peter Rafaelson | 3:30 |
| 7   | "Talk To Me"                                | Chas Sandford                                     | 4:10 |
| 8   | "The Nightmare"                             | Nicks, Chris Nicks                                | 5:23 |
| 9   | "If I Were You"                             | Nicks, Nowels                                     | 4:31 |
| 10  | "No Spoken Word"                            | Nicks                                             | 4:14 |
| 11  | "Has Anyone Ever Written Anything For You?" | Nicks, Keith Olsen                                | 4:38 |